# Maximilian Erlenwein

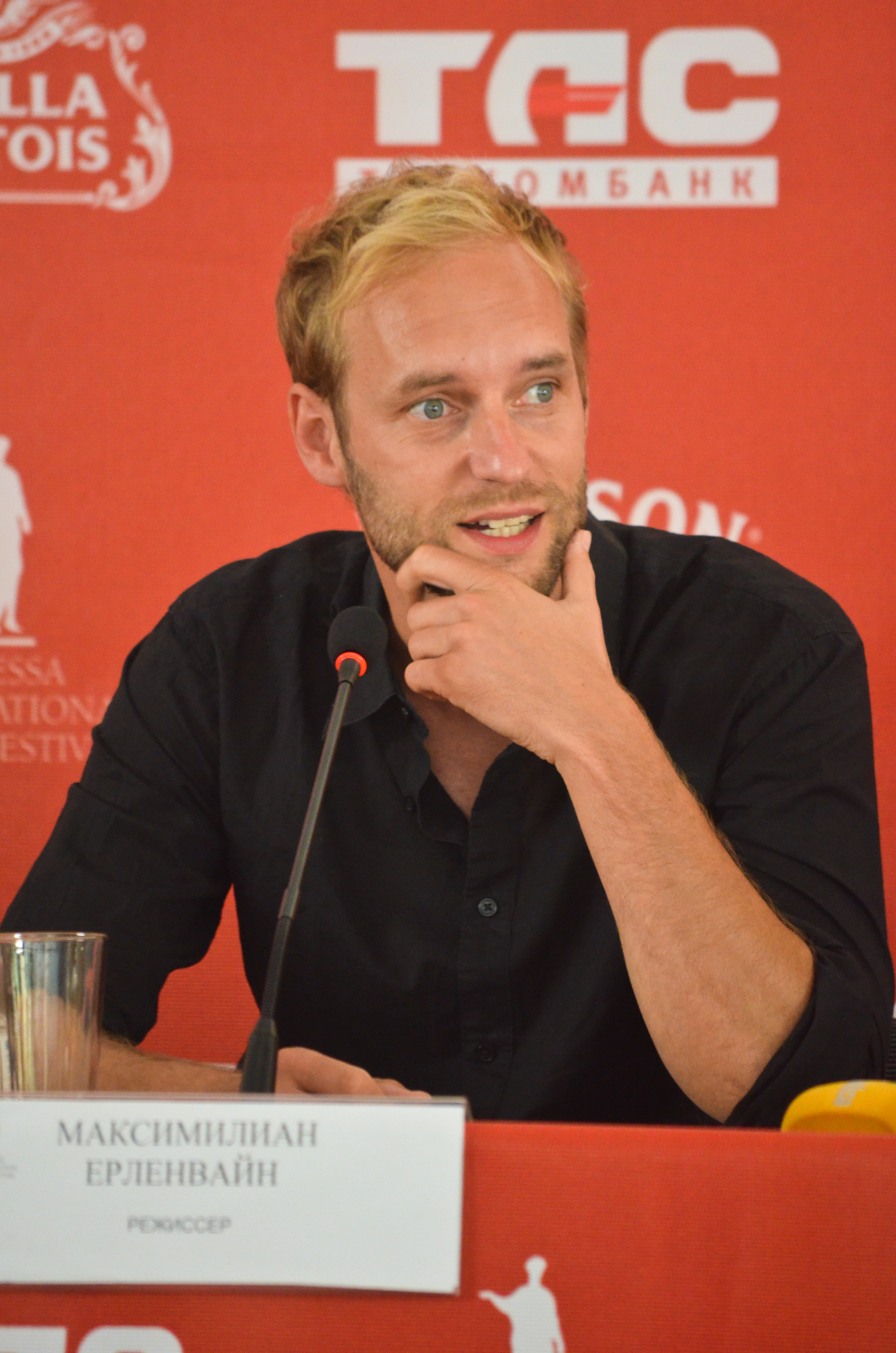
Maximilian Erlenwein

Maximilian Erlenwein (* 22. August 1975 in Berlin) ist ein deutscher Filmregisseur und Drehbuchautor.

## Leben
Maximilian Erlenwein studierte Soziologie und Medienwissenschaften in Marburg. Anschließend arbeitete er als freier Kameramann für Dokumentationen und TV-Beiträge. 1999 nahm er ein Regiestudium an der Deutschen Film- und Fernsehakademie Berlin (dffb) auf. 2005 gründete Erlenwein mit Robin von Hardenberg die Fat Lady Filmproduktion mit Sitz in Berlin. Sein Langfilmdebüt Schwerkraft mit Fabian Hinrichs und Jürgen Vogel in den Hauptrollen gewann unter anderem den First Steps Award und den Max-Ophüls-Preis. Erlenweins zweiter Spielfilm, der Psychothriller Stereo, vereint Jürgen Vogel und Moritz Bleibtreu in den Hauptrollen. Der Film hatte in der Panorama-Sektion der Berlinale 2014 Premiere und startete am 15./16. Mai des Jahres in den deutschen und österreichischen Kinos.
Maximilian Erlenwein lebt in Berlin.

## Filmografie
- 2000: Fuck and Run; Kurzfilm; Buch und Regie
- 2000: Elvis versus Bruce Lee; Kurzfilm; Buch und Regie
- 2002: John Lee and Me; Kurzfilm; Buch und Regie
- 2005: Blackout; Kurzfilm; Buch und Regie
- 2006: Raw and Uncut; Konzertfilm; Buch und Regie
- 2007: Killing the Distance; Dokumentarfilm; Buch und Regie
- 2010: Schwerkraft; Spielfilm; Buch und Regie
- 2014: Stereo; Spielfilm; Buch und Regie
- 2019: Skylines; Netflix-Serie; Regie (3 Folgen)
- 2023: The Dive; Spielfilm; Buch und Regie

## Auszeichnungen und Nominierungen
- 2005: Preis der deutschen Filmkritik, „Bester Deutscher Kurzfilm“ für Blackout
- 2006: Interfilm Berlin, „Bester Deutscher Kurzfilm“ für Blackout
- 2006: Helene-Schwarz-Preis „Beste Regie“ für Blackout
- 2006: Best International Shortfilm, Monterrey International Film Festival, Mexiko für Blackout
- 2009: First Steps Award für Schwerkraft in der Kategorie „Abendfüllender Spielfilm“
- 2010: SR/ZDF-Drehbuchpreis beim Filmfestival Max Ophüls Preis für Schwerkraft
- 2010: Max-Ophüls-Preis für Schwerkraft